# Série de pièces de 2 euros du 10e anniversaire de l'introduction des billets et des pièces en euro
La série de pièces de 2 euros du 10e anniversaire des billets et pièces en euro est une série de pièces de monnaie émise par tous les pays de l'Union européenne utilisant l'euro au moment de son émission en 2012.
Saint-Marin adoptera également le dessin de cette monnaie commune pour sa pièce commémorative de 2012. Seuls 
Monaco et le Vatican, qui ne sont pas membres de l'Union européenne, ne font pas partie des pays émetteurs.

## Caractéristiques techniques
Ces pièces ont les mêmes caractéristiques techniques que les autres pièces de 2 euros et portent la deuxième version du revers commun de ces pièces.

## Description
Le dessin au centre de la pièce symbolise la place acquise en dix ans par l'euro, qui est désormais un acteur mondial à part entière, et son importance dans la vie quotidienne, différents aspects étant décrits : les citoyens (représentés par une famille de quatre personnes), le commerce (le bateau), l'industrie (l'usine) et l'énergie (les éoliennes). Le nom du pays émetteur est apposé dans sa langue en haut de la pièce. L'anneau externe de la pièce comporte les douze étoiles du drapeau européen. Le dessin est la création d'Helmut Andexlinger, graphiste professionnel à la Monnaie autrichienne.
Une exception existe pour le Luxembourg où la loi exige que le portrait du grand-duc figure sur toutes les pièces, le portrait de celui-ci apparaît donc en filigrane au milieu la pièce. Aux Pays-Bas, une loi similaire, exigeant que le chef de l'État (le roi ou la reine) figure sur toutes les pièces, a été modifiée pour participer à cette commémoration, cet amendement n'est valable que pour les émissions communes.

## Modèle par pays
| Allemagne                    | 10e anniversaire de la mise en circulation des billets et des pièces en euro, pièce allemande         |                       |
|                              | Comme décrite ci-dessus avec le nom du pays émetteur en allemand : BUNDESREPUBLIK DEUTSCHLAND         |                       |
| Graveur : Helmut Andexlinger | \| Gravure sur la tranche : \| Date : \| Tirage : \| \| \| 2 janvier 2012 \| 30 millions de pièces \| |                       |
| Gravure sur la tranche :     | Date :                                                                                                | Tirage :              |
|                              | 2 janvier 2012                                                                                        | 30 millions de pièces |

| Autriche                     | 10e anniversaire de la mise en circulation des billets et des pièces en euro, pièce autrichienne        |                         |
|                              | Comme décrite ci-dessus avec le nom du pays émetteur en allemand : REPUBLIK ÖSTERREICH                  |                         |
| Graveur : Helmut Andexlinger | \| Gravure sur la tranche : \| Date : \| Tirage : \| \| \| 2 janvier 2012 \| 11,3 millions de pièces \| |                         |
| Gravure sur la tranche :     | Date :                                                                                                  | Tirage :                |
|                              | 2 janvier 2012                                                                                          | 11,3 millions de pièces |

| Belgique                     | 10e anniversaire de la mise en circulation des billets et des pièces en euro, pièce belge             |                      |
|                              | Comme décrite ci-dessus avec le nom du pays émetteur en abrégé : BE                                   |                      |
| Graveur : Helmut Andexlinger | \| Gravure sur la tranche : \| Date : \| Tirage : \| \| \| 30 janvier 2012 \| 5 millions de pièces \| |                      |
| Gravure sur la tranche :     | Date :                                                                                                | Tirage :             |
|                              | 30 janvier 2012                                                                                       | 5 millions de pièces |

| Chypre                       | 10e anniversaire de la mise en circulation des billets et des pièces en euro, pièce chypriote        |                     |
|                              | Comme décrite ci-dessus avec le nom du pays émetteur en grec et turc: KYΠPOΣ KIBRIS                  |                     |
| Graveur : Helmut Andexlinger | \| Gravure sur la tranche : \| Date : \| Tirage : \| \| \| 13 février 2012 \| 1 million de pièces \| |                     |
| Gravure sur la tranche :     | Date :                                                                                               | Tirage :            |
|                              | 13 février 2012                                                                                      | 1 million de pièces |

| Espagne                      | 10e anniversaire de la mise en circulation des billets et des pièces en euro, pièce espagnole        |                      |
|                              | Comme décrite ci-dessus avec le nom du pays émetteur en espagnol : ESPAÑA                            |                      |
| Graveur : Helmut Andexlinger | \| Gravure sur la tranche : \| Date : \| Tirage : \| \| \| 2 janvier 2012 \| 8 millions de pièces \| |                      |
| Gravure sur la tranche :     | Date :                                                                                               | Tirage :             |
|                              | 2 janvier 2012                                                                                       | 8 millions de pièces |

| Estonie                      | 10e anniversaire de la mise en circulation des billets et des pièces en euro, pièce estonienne       |                      |
|                              | Comme décrite ci-dessus avec le nom du pays émetteur en estonien : EESTI                             |                      |
| Graveur : Helmut Andexlinger | \| Gravure sur la tranche : \| Date : \| Tirage : \| \| \| 2 janvier 2012 \| 2 millions de pièces \| |                      |
| Gravure sur la tranche :     | Date :                                                                                               | Tirage :             |
|                              | 2 janvier 2012                                                                                       | 2 millions de pièces |

| Finlande                     | 10e anniversaire de la mise en circulation des billets et des pièces en euro, pièce finlandaise        |                       |
|                              | Comme décrite ci-dessus avec le nom du pays émetteur en finnois et suédois : SUOMI FINLAND             |                       |
| Graveur : Helmut Andexlinger | \| Gravure sur la tranche : \| Date : \| Tirage : \| \| \| 12 janvier 2012 \| 1,5 million de pièces \| |                       |
| Gravure sur la tranche :     | Date :                                                                                                 | Tirage :              |
|                              | 12 janvier 2012                                                                                        | 1,5 million de pièces |

| France                       | 10e anniversaire de la mise en circulation des billets et des pièces en euro, pièce française         |                       |
|                              | Comme décrite ci-dessus avec le nom du pays émetteur en français : RÉPUBLIQUE FRANÇAISE               |                       |
| Graveur : Helmut Andexlinger | \| Gravure sur la tranche : \| Date : \| Tirage : \| \| \| 5 janvier 2012 \| 10 millions de pièces \| |                       |
| Gravure sur la tranche :     | Date :                                                                                                | Tirage :              |
|                              | 5 janvier 2012                                                                                        | 10 millions de pièces |

| Grèce                        | 10e anniversaire de la mise en circulation des billets et des pièces en euro, pièce grecque         |                     |
|                              | Comme décrite ci-dessus avec le nom du pays émetteur en grec : ΕΛΛΗΝΙΚΗ ΔΗΜΟΚΡΑΤΙΑ                  |                     |
| Graveur : Helmut Andexlinger | \| Gravure sur la tranche : \| Date : \| Tirage : \| \| \| 2 janvier 2012 \| 1 million de pièces \| |                     |
| Gravure sur la tranche :     | Date :                                                                                              | Tirage :            |
|                              | 2 janvier 2012                                                                                      | 1 million de pièces |

| Irlande                      | 10e anniversaire de la mise en circulation des billets et des pièces en euro, pièce irlandaise       |                      |
|                              | Comme décrite ci-dessus avec le nom du pays émetteur en irlandais : éıʀe                             |                      |
| Graveur : Helmut Andexlinger | \| Gravure sur la tranche : \| Date : \| Tirage : \| \| \| 3 janvier 2012 \| 3 millions de pièces \| |                      |
| Gravure sur la tranche :     | Date :                                                                                               | Tirage :             |
|                              | 3 janvier 2012                                                                                       | 3 millions de pièces |

| Italie                       | 10e anniversaire de la mise en circulation des billets et des pièces en euro, pièce italienne       |                       |
|                              | Comme décrite ci-dessus avec le nom du pays émetteur en italien : REPUBBLICA ITALIANA               |                       |
| Graveur : Helmut Andexlinger | \| Gravure sur la tranche : \| Date : \| Tirage : \| \| \| 20 mars 2012 \| 15 millions de pièces \| |                       |
| Gravure sur la tranche :     | Date :                                                                                              | Tirage :              |
|                              | 20 mars 2012                                                                                        | 15 millions de pièces |

| Luxembourg                   | 10e anniversaire de la mise en circulation des billets et des pièces en euro, pièce luxembourgeoise |                |
|                              | Comme décrite ci-dessus avec le nom du pays émetteur en luxembourgeois : LËTZEBUERG                 |                |
| Graveur : Helmut Andexlinger | \| Gravure sur la tranche : \| Date : \| Tirage : \| \| \| 31 janvier 2012 \| 525 000 pièces \|     |                |
| Gravure sur la tranche :     | Date :                                                                                              | Tirage :       |
|                              | 31 janvier 2012                                                                                     | 525 000 pièces |

| Malte                        | 10e anniversaire de la mise en circulation des billets et des pièces en euro, pièce maltaise |                |
|                              | Comme décrite ci-dessus avec le nom du pays émetteur en maltais : MALTA                      |                |
| Graveur : Helmut Andexlinger | \| Gravure sur la tranche : \| Date : \| Tirage : \| \| \| 30 mars 2012 \| 700 000 pièces \| |                |
| Gravure sur la tranche :     | Date :                                                                                       | Tirage :       |
|                              | 30 mars 2012                                                                                 | 700 000 pièces |

| Pays-Bas                     | 10e anniversaire de la mise en circulation des billets et des pièces en euro, pièce néerlandaise |              |
|                              | Comme décrite ci-dessus avec le nom du pays émetteur en néerlandais : NEDERLAND                  |              |
| Graveur : Helmut Andexlinger | \| Gravure sur la tranche : \| Date : \| Tirage : \| \| \| 13 février 2012 \| 3,5 millions \|    |              |
| Gravure sur la tranche :     | Date :                                                                                           | Tirage :     |
|                              | 13 février 2012                                                                                  | 3,5 millions |

| Portugal                     | 10e anniversaire de la mise en circulation des billets et des pièces en euro, pièce portugaise  |                |
|                              | Comme décrite ci-dessus avec le nom du pays émetteur en portugais : PORTUGAL                    |                |
| Graveur : Helmut Andexlinger | \| Gravure sur la tranche : \| Date : \| Tirage : \| \| \| 24 février 2012 \| 520 000 pièces \| |                |
| Gravure sur la tranche :     | Date :                                                                                          | Tirage :       |
|                              | 24 février 2012                                                                                 | 520 000 pièces |

| Slovaquie                    | 10e anniversaire de la mise en circulation des billets et des pièces en euro, pièce slovaque        |                     |
|                              | Comme décrite ci-dessus avec le nom du pays émetteur en slovaque : SLOVENSKO                        |                     |
| Graveur : Helmut Andexlinger | \| Gravure sur la tranche : \| Date : \| Tirage : \| \| \| 2 janvier 2012 \| 1 million de pièces \| |                     |
| Gravure sur la tranche :     | Date :                                                                                              | Tirage :            |
|                              | 2 janvier 2012                                                                                      | 1 million de pièces |

| Slovénie                     | 10e anniversaire de la mise en circulation des billets et des pièces en euro, pièce slovène         |                     |
|                              | Comme décrite ci-dessus avec le nom du pays émetteur en slovène : SLOVENIJA                         |                     |
| Graveur : Helmut Andexlinger | \| Gravure sur la tranche : \| Date : \| Tirage : \| \| \| 3 janvier 2012 \| 1 million de pièces \| |                     |
| Gravure sur la tranche :     | Date :                                                                                              | Tirage :            |
|                              | 3 janvier 2012                                                                                      | 1 million de pièces |